# Arkansas Riverblades
Arkansas Riverblades, stiliserat som Arkansas RiverBlades, var ett amerikanskt professionellt ishockeylag som spelade i den nordamerikanska ishockeyligan East Coast Hockey League mellan 1999 och 2003. De spelade sina hemmamatcher i inomhusarenan Alltel Arena som ligger i North Little Rock i Arkansas. Riverblades lyckades aldrig vinna Kelly Cup, som är trofén som ges ut till det vinnande laget av East Coast Hockey Leagues slutspel.
De har haft spelare som Vernon Fiddler.